# Służba zdrowia (II RP)
Służba zdrowia Wojska Polskiego II RP – służba administracyjna Wojska Polskiego II RP wyspecjalizowana w zaopatrywaniu Sił Zbrojnych w medyczny i weterynaryjny sprzęt szpitalny, leki i przybory lekarskie.

## Zakres zadań i personel
Zakres zadań
- właściwy (pod względem zdrowotnym) dobór poborowych;
- dbanie o właściwy stan zdrowotny wojska;
- szkolenie specjalistyczne oficerów i szeregowych korpusu sanitarnego;
- zaopatrzenie wojska w niezbędne materiały medyczne i sanitarne;
- propagowanie w szeregach wojska szeroko pojętej higieny;
- opieka medyczna nad inwalidami wojskowymi.

Do wykonania zadań służba zdrowia dysponowała:
- wyspecjalizowanym personelem
- osobnym budżetem, wydzielonym z ogólnego budżetu wojska
- zakładami służby zdrowia.

Personel stanowili:
- oficerowie korpusu sanitarnego;
- chorążowie sanitarni;
- szeregowi sanitarni.

Personelem kierującym działalnością służby zdrowia byli oficerowie lekarze, zajmujący odpowiednie stanowiska szefów lub kierowników służby zdrowia. Pozostały personel sanitarny (wojskowy i cywilny, przydzielony do służby zdrowia) był personelem wykonawczym.

## Centralne organy i zakłady służby zdrowia
Rolę centralnych organów służby zdrowia pełnił Minister Spraw Wojskowych i Departament Sanitarny Ministerstwa Spraw Wojskowych.
Minister Spraw Wojskowych sprawował ogólne kierownictwo nad wojskową służbą zdrowia jako jedną ze służb administracyjnych, w stosunku do całych Sił Zbrojnych. Fachowym organem pracy ministra w tym zakresie był Departament Sanitarny M.S.Wojsk. Natomiast organem doradczym szefa Departamentu Sanitarnego M.S.Wojsk. była Wojskowa Rada Sanitarna.
Centralnymi zakładami służby zdrowia były:
- Wojskowy Instytut Sanitarny,
- Centralna Składnica Sanitarna.

Zakłady, jako instytucje centralne, podlegały dowódcom Okręgów Korpusów, na których obszarze się znajdowały (Centralna Składnica Sanitarna podlegała bezpośrednio Szefowi Sanitarnemu odnośnego Okręgu Korpusu).
Wojskowy Instytut Sanitarny w zakresie wyszkolenia i działalności (wydział naukowy i inspektorzy sanitarni) podlegał bezpośrednio pod Ministra Spraw Wojskowych (Sztab Generalny – Departament Sanitarny).
Kierownictwo i dysponowanie zawartością Centralnej Składnicy Sanitarnej należało do Ministra Spraw Wojskowych.
Formacją macierzystą Centralnych Zakładów Sanitarnych był batalion sanitarny tego Okręgu Korpusu, na którego obszarze dany zakład się znajdował.

### Wojskowy Instytut Sanitarny
Wojskowy Instytut Sanitarny był zakładem przeznaczonym do przeprowadzania medycznych badań naukowych, związanych ze służbą wojskową oraz zagadnień związanych z rozwojem fizycznym i zdrowotnym wojska. Instytut ten służył również do szkolenia (wojskowego i specjalistycznego) zawodowych i rezerwowych oficerów korpusu sanitarnego.
Skład:
1. Wydział naukowo-doświadczalny,
2. Wojskowa Szkoła Sanitarna z oddziałem obsługi sanitarnej.
W skład wydziału naukowo-doświadczalnego wchodziły:
- pracownia higieniczna,
- pracownia sanitarno-techniczna,
- pracownia anatomii patologicznej i medycyny sądowej,
- pracownia bakteriologiczna,
- pracownia radiorentgenologiczna,
- referat statystyczny,
- referat wydawnictw i biblioteka,
- wydział indywidualizacji żołnierza (czasowo)
- wydział serologiczno-weterynaryjny.

Zadaniem poszczególnych oddziałów Wydziału naukowo-doświadczalnego było przeprowadzanie odnośnych badań i opiniowanie w sprawach przekazanych Instytutowi przez Ministerstwo Spraw Wojskowych. Badania i prace Instytutu miały na celu jak najwyższy poziom stanu zdrowotnego wojska, rozwój, sprawność i postęp wojskowej służby sanitarnej oraz ulepszania istniejących wojskowych przepisów, urządzeń i warunków bytowych z punktu widzenia służby zdrowia.
W tych sprawach współpracowali z oddziałami Instytutu inspektorzy sanitarni, wchodzący etatowo w skład Instytutu. Zakres działania ustalały indywidualne rozkazy Ministra Spraw Wojskowych.
Wojskowa Szkoła Sanitarna miała za zadanie przeprowadzanie szkolenia specjalistycznego w zakresie wojskowej służby zdrowia oraz przeszkolenia lekarskiego zawodowych i rezerwowych oficerów korpusu sanitarnego. Umożliwiała jednocześnie słuchaczom ukończenie studiów uniwersyteckich oraz uzyskanie dyplomu doktorskiego.
Komendant Wojskowej Szkoły Sanitarnej posiadał prawa dowódcy pułku.

### Centralna Składnica Sanitarna
Centralna Składnica Sanitarna była głównym zakładem zaopatrzenia sił zbrojnych w materiały sanitarne, urządzenia szpitalne, lekarstwa, przybory lekarskie, potrzebne dla zadań leczniczych wojska oraz w materiały weterynarii wojskowej.
Zadaniem było zaopatrzenie wszystkich okręgowych składnic sanitarnych w materiały sanitarne do zapasów mobilizacyjnych i do bieżących potrzeb wojska, przechowywanie rezerw materiałowych, dokonywanie drobnych napraw przyborów lekarskich i urządzeń szpitalnych oraz wytwarzanie pewnych rodzajów leków, urządzeń szpitalnych, oporządzenia polowego i środków opatrunkowych.
Kierownik Centralnej Składnicy Sanitarnej posiadał wobec podległego sobie personelu prawa dowódcy pułku.

## Służba zdrowia w Okręgach Korpusów

### Szef sanitarny Okręgu Korpusu
Działalnością administracyjno-specjalistyczną służby zdrowia na całym obszarze każdego Okręgu Korpusu kierował z upoważnienia Dowódcy Okręgu Korpusu – Szef Sanitarny Okręgu Korpusu, wchodzący w skład dowództwa odnośnego Okręgu Korpusu.
Szefowi sanitarnemu Okręgu Korpusu podlegały:
- kredyty budżetowe;
- personel Szefostwa Służby Sanitarnej Okręgu Korpusu;
- okręgowe zakłady służby zdrowia (bezpośrednio);
- kierownicy rejonów sanitarnych (bezpośrednio).

### Okręgowe instytucje służby zdrowia
W każdym Okręgu Korpusu istniały: batalion sanitarny i szpital okręgowy, podległe bezpośrednio Szefowi Sanitarnemu Okręgu Korpusu, oznaczone numeracją (rzymską) danego Okręgu Korpusu.

#### Organizacja batalionu sanitarnego
- drużyna dowódcy batalionu (personel admininistracyjny i organy służb),
- trzy kompanie sanitarne (po cztery plutony),
- warsztat sanitarno-techniczny (personel specjalistyczny i obsługa),
- kadra batalionu zapasowego (ewidencja główna i magazyn).

Kompania sanitarna składała się z: drużyny dowódcy, czterech plutonów sanitarnych po dwie drużyny (po dwie sekcje sanitarne). Dwa plutony każdej kompanii wydzielone były do służby w Szpitalu Okręgowym i w Szpitalach Rejonowych.

#### Szpitale Okręgowe
Każdy Szpital Okręgowy posiadał w czasie pokoju 600 łóżek, z wyjątkiem Szpitala Okręgowego w Warszawie, posiadającego 1400 łóżek.

#### Szpital Okręgowy Nr I w Warszawie
Skład:
- komendant z kancelarią i komisją gospodarczą; oficer administracji budynków;
- oddziały chorych i pracowni klinicznych (chorób wewnętrznych, okulistycznych, laryngologicznych, neurologicznych, psychiatrycznych, ginekologicznych, zakaźnych, ponadto oddziały: mechaniczny, terapeutyczny, obserwacyjny);
- centralne ambulatorium lekarskie,
- centralne ambulatorium dentystyczne,
- centralne ambulatorium dentystyczne dla szeregowych,
- apteka okręgowa,
- trzy plutony obsługi sanitarnej.

#### Pozostałe szpitale okręgowe
Skład:
- komendant, kancelaria i komisja gospodarcza,
- oficer administracji budynków i magazynów,
- oddziały chorych i pracowni klinicznych: chorób wewnętrznych, zakaźny, chirurgiczny, ginekologiczny, dermatologiczny i neurologiczno-psychiatryczny (tylko Warszawa, Wilno, Kraków, Poznań i Przemyśl; inne szpitale okręgowe posiadały tylko oddział neurologiczny), okulistyczny i laryngologiczny;
- pracownia bakteriologiczna
- pracownia rentgenowska,
- prosektorium,
- ambulatorium dentystyczne,
- apteka okręgowa,
- trzy plutony obsługi sanitarnej.

Zadaniem Szpitala Okręgowego było leczenie wojskowych i osób uprawnionych do leczenia wojskowego danego Okręgu Korpusu, skierowanych do niego przez właściwych lekarzy wojskowych, osób dla których brak było odpowiednich oddziałów specjalistycznych w Szpitalach Rejonowych, a także wydawanie specjalistycznych orzeczeń lekarskich.
Każdy Szpital Okręgowy posiadał ambulatorium dentystyczne, chirurgiczne, okulistyczne, laryngologiczne oraz przychodnię ogólną dla chorych.
Z ambulatoriów tych korzystały osoby wojskowe i osoby uprawnione do leczenia wojskowego.
Apteka okręgowa pokrywała potrzeby własne szpitala i zapotrzebowanie na materiały sanitarne i weterynaryjne zakładów sanitarnych oraz zakładów wojskowych własnego Okręgu Korpusu.
Komendant Szpitala Okręgowego miał w stosunku do całego personelu szpitala i chorych prawa dowódcy pułku.
Szpital okręgowy Okręgu Korpusu Nr I w Warszawie zorganizowany był analogicznie jak inne Szpitale Okręgowe, posiadał jednak bardziej rozwinięte poszczególne oddziały i pracownie, z uwagi na potrzeby Instytutu Sanitarnego i Wojskowej Rady Sanitarnej.
Komendant Szpitala Okręgowego w Warszawie miał w stosunku do całego personelu szpitala i chorych prawa dowódcy brygady.

## Rejony sanitarne
Każdy z dziesięciu okręgów korpusu dzielił się trzy na rejony administracyjne służby zdrowia (rejony sanitarne). Rejony Sanitarne oznaczane były nazwą miejscowości, w której siedzibę miał kierownika danego sejonu sanitarnego.
W każdym z rejonów (we wszystkich formacjach wojskowych, stacjonujących na obszarze danego rejonu), administracyjną i fachową działalnością służby zdrowia, jak również funkcjonowaniem rejonowych zakładów służby zdrowia zarządzał kierownik rejonu sanitarnego.
Kierownik Rejonu Sanitarnego miał za zadanie, w stosunku do wojsk, znajdujących się na terenie jego rejonu:
- nadzór nad personelem sanitarnym w oddziałach wojskowych danego rejonu,
- nadzór nad działalnością administracyjną podległych sobie zakładów sanitarnych i administracyjną stroną służby zdrowia w oddziałach wojskowych oraz regulowanie działania służby zdrowia w rejonowych zakładach sanitarnych i w formacjach wojskowych dyslokowanych na terenie rejonu,
- nadzór nad przygotowaniem mobilizacyjnym, pod względem sanitarnym, wszystkich oddziałów wojskowych, dyslokowanych w jego rejonie – pod względem wyszkolenia personelu oraz wyposażenia oddziałów w materiały sanitarne.

W sprawach tych współpracował z dowódcą batalionu sanitarnego swego okręgu korpusu, za pośrednictwem szefa sanitarnego okręgu korpusu, oraz z dowódcą dywizji piechoty (brygady jazdy), odnośnie do podległych im oddziałów.
- prowadzenie ewidencji zapotrzebowań na materiały sanitarne i uzupełnienie materiałów sanitarnych w obrębie swego rejonu,
- prowadzenie statystyki zdrowotnej swego rejonu[3].

Kierownik rejonu sanitarnego podlegał bezpośrednio szefowi sanitarnemu okręgu korpusu i posiadał prawa dowódcy pułku.
Kierownik Rejonu Sanitarnego zarządzał:
- etatowym personelem, stanowiącym razem z nim odnośne kierownictwo rejonu sanitarnego;
- szpitalem rejonowym i ewentualnie jego filią;
- kredytami, przekazywanymi przez szefa sanitarnego okręgu korpusu[4].

Minister spraw wojskowych rozkazem O. I. Szt. Gen. 3965 Org., ogłoszonym 8 kwietnia 1924, polecił właściwym dowódcom okręgów korpusów z dniem 15 kwietnia 1924 zlikwidować 18 kierownictw rejonów sanitarnych (Warszawa, Łomża, Lublin, Równe, Kowel, Wilno, Łódź, Kraków, Lwów, Kalisz, Toruń, Bydgoszcz, Grudziądz, Siedlce, Baranowicze, Brześć n/Bugiem, Przemyśl, Jarosław), a pozostałych 12 zredukować o etat pisarza (sierżant), „jednej siły cywilnej”, woźnicy, 2 koni taborowych i bryczki.
| Kierownicy rejonów sanitarnych w latach 1921–1924 | Kierownicy rejonów sanitarnych w latach 1921–1924 | Kierownicy rejonów sanitarnych w latach 1921–1924 | Kierownicy rejonów sanitarnych w latach 1921–1924 | Kierownicy rejonów sanitarnych w latach 1921–1924                                                 |
| OK                                                | Nazwa rejonu                                      | Kierownik rejonu                                  | Okres pełnienia funkcji                           | Następne stanowisko służbowe                                                                      |
| ------------------------------------------------- | ------------------------------------------------- | ------------------------------------------------- | ------------------------------------------------- | ------------------------------------------------------------------------------------------------- |
| I                                                 | Warszawa                                          | płk lek. Mieczysław Chlewiński                    | 1923 – IV 1924                                    | zastępca komendanta Szpitala Okręgowego Nr I                                                      |
| I                                                 | Łomża                                             | ppłk lek. Mieczysław Sosnowski                    | 1923 – II 1924                                    | komendant Szpitala Rejonowego Bydgoszcz                                                           |
| I                                                 | Modlin                                            | płk lek. Mieczysław Wiszniewski                   | 1923 – IV 1924                                    | odkomenderowany do Szpitala Rejonowego w Modlinie, do czasu wyznaczenia stałego przydziału        |
| II                                                | Lublin                                            | płk lek. Władysław Kafel                          | 1923 – IV 1924                                    | starszy ordynator Szpitala Okręgowego Nr II                                                       |
| II                                                | Kowel                                             | płk lek. Henryk Hiszfeld                          | 1923 – II 1924                                    | kierownik Rejonu Sanitarnego Skierniewice                                                         |
| II                                                | Kowel                                             |                                                   |                                                   |                                                                                                   |
| II                                                | Równe                                             | ppłk lek. Kazimierz Bieniecki                     | 1923 – IV 1924                                    | starszy lekarz 44 pp                                                                              |
| III                                               | Grodno                                            | ppłk lek. Michał Montrym-Żakowicz                 | 1923 – IV 1924                                    | odkomenderowany do Instytutu Badawczego Broni Chemicznej, do czasu wyznaczenia stałego przydziału |
| III                                               | Lida                                              | płk lek. Leon Klott                               | V 1922 – IV 1924                                  | odkomenderowany do Szpitala Rejonowego w Lidzie, do czasu wyznaczenia stałego przydziału          |
| III                                               | Wilno                                             | płk lek. Witold Kiersnowski                       | 1923 – IV 1924                                    | kierownik służby zdrowia Obozu Warownego „Wilno”                                                  |
| IV                                                | Łódź                                              | ppłk lek. Tadeusz Skibiński                       | 1923 – IV 1924                                    | starszy ordynator Szpitala Okręgowego Nr IV                                                       |
| IV                                                | Częstochowa                                       | płk lek. Leonard Jarociński                       | 1921 – 1924                                       |                                                                                                   |
| IV                                                | Częstochowa                                       | ppłk lek. Wilhelm Aleksander Mikulski             | II – IV 1924                                      | odkomenderowany do Szpitala Rejonowego w Częstochowie, do czasu wyznaczenia stałego przydziału    |
| IV                                                | Skierniewice                                      | płk lek. Tadeusz Kobos                            | 1921 – II 1924                                    | komendant Centralnej Składnicy Sanitarnej w Warszawie                                             |
| IV                                                | Skierniewice                                      | płk lek. Henryk Hirszfeld                         | II – IV 1924                                      | odkomenderowany do 18 pp, do czasu wyznaczenia stałego przydziału                                 |
| V                                                 | Kraków                                            | płk lek. Henryk Jan Glaser                        | 1923 – IV 1924                                    | kierownik Wydziału Superrewizyjno-Inwalidzkiego Szefostwa Sanitarnego OK V                        |
| V                                                 | Bielsko                                           | płk lek. Kazimierz I Rozwadowski                  | 1923 – IV 1924                                    | odkomenderowany do 16 pp, do czasu wyznaczenia stałego przydziału                                 |
| V                                                 | Katowice                                          | płk lek. Piotr Geisler                            | 1923 – IV 1924                                    | odkomenderowany do 73 pp, do czasu wyznaczenia stałego przydziału                                 |
| VI                                                | Lwów                                              | płk lek. Franciszek Czechowicz                    | 1923 – IV 1924                                    | starszy ordynator Szpitala Okręgowego Nr VI                                                       |
| VI                                                | Stanisławów                                       | płk lek. Kazimierz Axentowicz                     | 1923 – IV 1924                                    | odkomenderowany do 48 pp, do czasu wyznaczenia stałego przydziału                                 |
| VI                                                | Tarnopol                                          | płk lek. Zdzisław Stobiecki                       | 1923 – IV 1924                                    | odkomenderowany do Szpitala Rejonowego w Tarnopolu, do czasu wyznaczenia stałego przydziału       |
| VII                                               | Gniezno                                           | płk lek. Edward Hein                              | 1923 – IV 1924                                    | kierownik Wydziału Superrewizyjno-Inwalidzkiego Szefostwa Sanitarnego OK VII                      |
| VII                                               | Kalisz                                            | ppłk lek. Czesław Rogala                          | 1923 – IV 1924                                    | starszy lekarz 83 pp                                                                              |
| VII                                               | Poznań                                            | płk lek. Ludwik Adamczewski                       | 1923 – IV 1924                                    | odkomenderowany do Szpitala Okręgowego Nr VII, do czasu wyznaczenia stałego przydziału            |
| VIII                                              | Toruń                                             | ppłk lek. Czesław Wincz                           | 1923 – II 1924                                    | starszy ordynator Szpitala Okręgowego Nr VIII                                                     |
| VIII                                              | Bydgoszcz                                         | płk lek. Aleksander Borsuk                        | 1923 – IV 1924                                    | starszy ordynator Szpitala Okręgowego Nr VIII                                                     |
| VIII                                              | Grudziądz                                         | płk lek. Stanisław I Żelewski                     | 1923 – IV 1924                                    | kierownik Wydziału Superrewizyjno-Inwalidzkiego Szefostwa Sanitarnego OK VIII                     |
| IX                                                | Brześć                                            | ppłk lek. Adolf Jacewski                          | 1923 – IV 1924                                    | starszy ordynator Szpitala Okręgowego Nr IX                                                       |
| IX                                                | Baranowicze                                       | płk lek. Mieczysław Dobrzyński                    | 1923                                              |                                                                                                   |
| IX                                                | Siedlce                                           | ppłk lek. Józef Chomiczewski                      | 1923 – IV 1924                                    | II referent Szefostwa Sanitarnego OK IX                                                           |
| X                                                 | Przemyśl                                          | płk lek. Jakub Szac-Skarbiński                    | do †5 IX 1923                                     |                                                                                                   |
| X                                                 | Jarosław                                          | płk lek. Adam Roenig                              | 1923 – IV 1924                                    | starszy ordynator Szpitala Okręgowego Nr IX                                                       |
| X                                                 | Kielce                                            | płk lek. Bolesław Daniłowicz                      | 1923 – IV 1924                                    | odkomenderowany do Szpitala Rejonowego w Kielcach, do czasu wyznaczenia stałego przydziału        |

## Rejonowe zakłady sanitarne
Szpitale rejonowe
W każdym rejonie sanitarnym istniał zasadniczo jeden szpital rejonowy o pojemności 300 łóżek, stacjonujący (jeżeli było możliwe), wspólnie z odnośnym kierownictwem rejonu sanitarnego i oznaczony nazwą danej miejscowości.
Skład szpitala rejonowego:
- komenda szpital z izbą przyjęć i komisją gospodarczą;
- oddział chorób wewnętrznych;
- oddział zakaźny;
- oddział chirurgiczny;
- oddział dermatologiczny;
- ambulatorium dentystyczne;
- apteka rejonowa;
- pluton obsługi sanitarnej z kuchnią i taborem[11].

Ambulatorium dentystyczne czynne było dla całego garnizonu i ewentualnie dla garnizonów sąsiednich. Zadaniem szpitala rejonowego było leczenie osób wojskowych i członków ich rodzin oraz osób uprawnionych ze wszystkich formacji wojskowych danego rejonu sanitarnego. Regulowanie ruchu chorych osób wojskowych, pod względem skierowania ich do szpitali rejonowych, należało do szefa sanitarnego okręgu korpusu. Podział, pod względem opieki szpitalnej, na podstawie ustalonych rejonów sanitarnych, przeprowadzał dowódca okręgu korpusu na wniosek szefa sanitarnego okręgu korpusu. Komendantowi szpitala rejonowego podlegał personel szpitala oraz chorzy. Posiadał on uprawnienia dyscyplinarne dowódcy batalionu.
Filie szpitali rejonowych
Ze szpitali rejonowych (jak również ze szpitali okręgowych) mogły być wydzielone filie. Szpital rejonowy mógł utworzyć tylko jedną filię, a liczba personelu i liczba łóżek filii szpitala rejonowego wraz z etatem macierzystego szpitala, nie mogła przekroczyć określonej etatowo liczby personelu szpitala rejonowego na 300 łóżek. Filie tworzyć można było tylko w miejscowościach, w których garnizon liczył co najmniej 2000 żołnierzy i podlegało to zatwierdzeniu przez Ministerstwo Spraw Wojskowych. Filie nosiły nazwę macierzystego szpitala, z dodaniem miejscowości, w której były utworzone np. „Filia Szpitala Rejonowego Nowy Sącz w Tarnowie”. Komendantowi filii szpitala rejonowego podlegał personel szpitala oraz chorzy. Posiadał on uprawnienia dyscyplinarne dowódcy kompanii.
Rozwijanie szpitali
Dowództwo Okręgu Korpusu mogło rozwijać poszczególne szpitale rejonowe, względnie okręgowe, na większą lub mniejszą liczbę łóżek, z ograniczeniem nie przekroczenia ustalonej liczby łóżek szpitalnych i etatów wszystkich wojskowych zakładów sanitarnych, dyslokowanych na terenie danego okręgu korpusu.
Częściowa likwidacja zakładów służby zdrowia w 1924 roku
Minister spraw wojskowych rozkazem nr O.I.Szt.Gen. 6319 Org. zarządził z dniem 30 czerwca 1924 roku:
- likwidację Szpitala Rejonowego Biała-Bielsko,
- przydzielenie komisji gospodarczej tego szpitala do jego filii w Nowym Sączu,
- przemianowanie dotychczasowej filii na Szpital Rejonowy Nowy Sącz,
- uruchomienie Garnizonowej Izby Chorych Biała-Bielsk na 50 łóżek[14][15].

Minister spraw wojskowych wydał rozkaz nr O.I.Szt.Gen. 7980 Org. Częściowa likwidacja zakładów służby zdrowia, w którym między innymi nakazał właściwym dowódcom okręgów korpusów przeprowadzić do 25 lipca 1924 roku:
- likwidację Szpitala Rejonowego Leszno z wyjątkiem składu osobowego przychodni dentystycznej,
- organizację Garnizonowej Izby Chorych Leszno na 50 łóżek wraz z personelem przychodni dentystycznej,
- redukcję łóżek do 100 w szpitalach rejonowych: Włodzimierz Wołyński, Lida, Suwałki, Częstochowa, Katowice, Gniezno, Baranowicze i Kobryń,
- redukcję łóżek w Szpitalu Rejonowym Grudziądz do 200,
- organizację Garnizonowej Izby Chorych Pińsk na 30 łóżek, w miejsce dotychczasowej Filii Szpitala Rejonowego Kobryń w Pińsku,
- przeniesienie zredukowanego Szpitala Rejonowego Baranowicze do Słonimia z równoczesnym przemianowaniem na Szpital Rejonowy Słonim i likwidacją dotychczasowej filii,
- organizację Garnizonowej Izby Chorych Baranowicze na 50 łóżek,
- likwidację Filii Szpitala Rejonowego Modlin w Płocku,
- organizację Garnizonowej Izby Chorych Płock na 30 łóżek,
- likwidację Filii Szpitala Rejonowego Białystok w Ostrowi-Komorowie,
- organizację Garnizonowej Izby Chorych w Ostrowi-Komorowie na 40 łóżek,
- likwidację Filii Szpitala Rejonowego Włodzimierz Wołyński w Łucku,
- organizację Garnizonowej Izby Chorych Łuck na 20 łóżek,
- rozwinięcie Garnizonowej Izby Chorych Kowel na 30 łóżek,
- likwidację Zakładu Leczniczo-Protezowego dla Inwalidów Wojennych w Krakowie z wyjątkiem składu osobowego fabryki protez[16].

| Komendanci szpitali rejonowych | Komendanci szpitali rejonowych | Komendanci szpitali rejonowych           | Komendanci szpitali rejonowych | Komendanci szpitali rejonowych                                                                    |
| OK                             | Nazwa szpitala                 | Komendant szpitala                       | Okres pełnienia funkcji        | Następne stanowisko służbowe                                                                      |
| ------------------------------ | ------------------------------ | ---------------------------------------- | ------------------------------ | ------------------------------------------------------------------------------------------------- |
| I                              | Białystok                      | mjr lek. Emil Lew                        | 1923 – VIII 1924               | starszy lekarz 42 pp                                                                              |
| I                              | Białystok                      | mjr lek. Bogumił Jan Łada                | 1924                           |                                                                                                   |
| I                              | Dęblin                         | mjr lek. Adam I Mickiewicz               | 1923 – 1924                    |                                                                                                   |
| I                              | Modlin                         | mjr lek. Tomasz Krzyski                  | do II 1923                     | naczelny lekarz 1 płącz                                                                           |
| I                              | Modlin                         | mjr lek. Józef Pisch                     | od II 1923                     |                                                                                                   |
| I                              | Modlin                         | płk lek. Mieczysław Szczepan Wiszniewski | 1924                           |                                                                                                   |
| II                             | Równe                          | mjr lek. Stanisław Turkiewicz            | 1923 – 1924                    |                                                                                                   |
| II                             | Włodzimierz                    | mjr / ppłk lek. Arnold Felicki           | 1923 – 1924                    |                                                                                                   |
| II                             | Zamość                         | ppłk lek. Józef I Czechowicz             | 1923 – 1924                    |                                                                                                   |
| III                            | Grodno                         | ppłk lek. Mikołaj Werakso                | 1923 – XII 1925                | starszy ordynator 3 Szpitala Okręgowego                                                           |
| III                            | Lida                           | ppłk lek. rez. Kazimierz Chodorowski     | do VI 1923                     | starszy ordynator Zakładu dla Chorych Gruźlicznych w Małkini z odkomenderowaniem do SzRej. Modlin |
| III                            | Lida                           | mjr lek. Marian Buczyński                | VI 1923 – IV 1924              | starszy lekarz 77 pp                                                                              |
| III                            | Lida                           | płk lek. Leon Klott                      | 1924 – IV 1925                 | naczelny lekarz Komendy Obozu Warownego „Wilno”                                                   |
| III                            | Lida                           | mjr lek. Marian Buczyński                | IV 1925 – 1926                 | komendant Garnizonowej Izby Chorych Lida                                                          |
| III                            | Suwałki                        | mjr lek. Karol Niedzielski               | 1923 – 1924                    |                                                                                                   |
| IV                             | Częstochowa                    | ppłk lek. Bronisław Rousseau             | 1921 – II 1923                 | naczelny lekarz 27 pp                                                                             |
| IV                             | Częstochowa                    | ppłk lek. Wilhelm Aleksander Mikulski    | 1923                           |                                                                                                   |
| IV                             | Częstochowa                    | mjr lek. Adam I Borkowski                | od II 1924                     |                                                                                                   |
| IV                             | Piotrków                       | mjr lek. Leonard Szmurło                 | 1921-1922                      | Szpital Okręgowy Nr IX                                                                            |
| IV                             | Piotrków                       | mjr lek. Adam I Borkowski                | 1922 – XII 1923                | starszy ordynator Szpitala Rejonowego w Częstochowie                                              |
| IV                             | Skierniewice                   | mjr / ppłk lek. Konrad Okolski           | 1921 – 1924                    |                                                                                                   |
| V                              | Bielsko                        | ppłk lek. Geza Nedeczky de Nedecz        | 1923 – VI 1924                 | komendant Szpitala Rejonowego w Nowym Sączu                                                       |
| V                              | Nowy Sącz                      | ppłk lek. Geza Nedeczky de Nedecz        | od VI 1924                     |                                                                                                   |
| V                              | Katowice w Bogucicach          | ppłk lek. Kazimierz Witold Woynarowski   | 1923 – 1924                    |                                                                                                   |
| V                              | Tarnów                         | ppłk lek. Stanisław Goździewski          | 1923 – 1924                    |                                                                                                   |
| VI                             | Brzeżany                       | mjr lek. Karol Józef Wenzel              | 1923 – 1924                    |                                                                                                   |
| VI                             | Stanisławów                    | ppłk lek. Władysław Januszkiewicz        | do XI 1923                     | referent Szefostwa Sanitarnego OK X                                                               |
| VI                             | Stanisławów                    | ppłk lek. Stefan Wachter                 | XI 1923 – 1924                 |                                                                                                   |
| VI                             | Tarnopol                       | mjr lek. Grzegorz Kral                   | 1923 – 1924                    |                                                                                                   |
| VII                            | Gniezno                        | ppłk lek. Marian Witkowski               | 1923 – IV 1925                 | lekarz Korpusu Kadetów Nr 2                                                                       |
| VII                            | Kalisz w Szczypiornie          | ppłk lek. Feliks Krzymuski               | 1923 – 1924                    |                                                                                                   |
| VII                            | Śrem w Lesznie                 | mjr lek. Dezydery Weiss                  | 1923 – VIII 1924               | starszy lekarz 55 pp                                                                              |
| VIII                           | Bydgoszcz                      | ppłk lek. August Biskupski               | 1923                           |                                                                                                   |
| VIII                           | Bydgoszcz                      | ppłk lek. Mieczysław Sosnowski           | od II 1924                     |                                                                                                   |
| VIII                           | Grudziądz                      | ppłk lek. Aleksander Jochelson           | 1923 – 1924                    |                                                                                                   |
| VIII                           | Włocławek                      | ppłk lek. Władysław Antoniewicz-Woysym   | do XII 1923                    | starszy lekarz Obozu Szkolnego Artylerii w Toruniu                                                |
| VIII                           | Inowrocław                     | mjr lek. Zbigniew Czarnek                | od XII 1923                    |                                                                                                   |
| IX                             | Baranowicze                    | mjr lek. Nikodem Jochelson               | 1923 – VIII 1924               | komendant Szpitala Rejonowego w Kobryniu                                                          |
| IX                             | Słonim                         | ppłk lek. Antoni Łobocki                 | od VIII 1924                   |                                                                                                   |
| IX                             | Kobryń                         | mjr / ppłk lek. Antoni Łobocki           | 1923 – VIII 1924               | komendant Szpitala Rejonowego w Słonimiu                                                          |
| IX                             | Kobryń                         | mjr lek. Nikodem Jochelson               | od VIII 1924                   |                                                                                                   |
| IX                             | Siedlce                        | ppłk lek. Ksawery Maszadro               | 1923 – 1924                    |                                                                                                   |
| X                              | Jarosław                       | ppłk lek. Bronisław Paklikowski          | 1923 – IV 1925                 | komendant Szpitala Okręgowego Nr IX                                                               |
| X                              | Kielce                         | ppłk lek. Jan Sikora-Sikorski            | 1923                           |                                                                                                   |
| X                              | Kielce                         | płk lek. Bolesław Daniłowicz             | od X 1924                      |                                                                                                   |
| X                              | Stryj                          | mjr / ppłk lek. Witold Dłużyński         | II 1920 – V 1924               | starszy lekarz 42 pp                                                                              |

## Działalność służby zdrowia w formacjach wojskowych
Służbę zdrowia w formacjach wojskowych prowadził właściwy personel oficerski i szeregowy służby zdrowia oraz pomocniczy personel szeregowy danej formacji wojskowej, na następujących zasadach:
- w formacjach (w instytucjach, zakładach) żandarmerii, służby zdrowia, uzbrojenia i sprawiedliwości oraz przy władzach wojskowych wszelkich kategorii i specjalnych zakładach wojskowych – służbę zdrowia pełnił wyłącznie właściwy personel tej służby:
  - oficerowie korpusu sanitarnego,
  - szeregowi sanitarni;

- we wszelkich innych formacjach wojskowych służbę zdrowia pełnili:
  - oficerowie korpusu sanitarnego,
  - szeregowi sanitarni (tylko w stopniach od plutonowego włącznie w górę (podoficerowie zawodowi), w stosunku jednego szeregowego sanitarnego na każdego lekarza korpusu sanitarnego), jako podoficerowie sanitarni, oraz
  - szeregowi danej formacji wojskowej, od kaprala włącznie w dół jako personel funkcyjny sanitarny.

Szeregowi sanitarni przeszkoleni byli w batalionach sanitarnych, dokąd kierowani byli wprost z komisji poborowych. Po przeszkoleniu rozdzielano szeregowych między poszczególne jednostki i formacje wojskowe, ściśle wedle zasady terytorialności. Personel sanitarny przeznaczony był do czynności pomocniczych służby zdrowia.
Szeregowi sanitarni, przeznaczeni do wykonywania zadań służby zdrowia w formacjach wojskowych, zorganizowani byli w patrole sanitarne. Patrole te przewidziane były organizacyjnie w etatach odnośnych oddziałów wojskowych. Zadaniem ich była przede wszystkim obsługa oddziałowych izb chorych. Patrole sanitarne znajdowały się stale przy dowództwie danej formacji wojskowej i podlegały naczelnemu lekarzowi formacji.
Dodatkowo, tylko w piechocie, w każdej kompanii znajdował się podoficer sanitarny, który podlegał dowódcy kompanii. Podoficerowie sanitarni podlegali bezpośrednio odnośnemu lekarzowi. Oficerowie-lekarze, przewidziani organizacyjnie w formacjach wojskowych, podlegali dowódcom tych formacji i odpowiedzialni byli przed nimi za prawidłowe funkcjonowanie służby zdrowia i stan zdrowotny formacji.
Jeżeli dana formacja wojskowa posiadała dwóch lub kilku lekarzy, jeden z nich był naczelnym lekarzem formacji, kierującym, z medycznego punktu widzenia, działalnością wszystkich czynników służby zdrowia formacji.
Każda formacja wojskowa, mająca etatowo lekarza, tworzyła obowiązkowo oddziałową izbę chorych. Podlegała ona naczelnemu lekarzowi formacji i była obsługiwana przez patrole sanitarne. Dla oddziałowych izb chorych liczba łóżek określona była maksymalnie na 5%, w stosunku do liczebności danej formacji.
Opieka lekarska nad formacjami wojskowymi, nie posiadającymi etatowo własnego lekarza, powierzona była lekarzowi innej formacji wojskowej lub naczelnemu lekarzowi garnizonu. Sprawy te regulował komendant garnizonu, na wniosek naczelnego lekarza garnizonu.

## Służba zdrowia w garnizonach
Każdy garnizon posiadał naczelnego lekarza garnizonu, którego zadaniem było czuwanie nad utrzymaniem właściwego stanu zdrowia całego garnizonu.
Naczelny lekarz garnizonu był fachowym doradcą komendanta garnizonu. Instrukcje w dziedzinie technicznej działalności służby zdrowia otrzymywał od Kierownika Rejonu Sanitarnego przez komendanta garnizonu.
Naczelnemu lekarzowi garnizonu podlegały:
- garnizonowe izby chorych
- kąpieliska garnizonowe.

Zasadniczo, naczelnym lekarzem garnizonu był najstarszy stopniem i starszeństwem lekarz jednej z formacji wojskowych, dyslokowanych w danej miejscowości.
Dla Warszawy istniał osobny etatowy naczelny lekarz garnizonu, w siedzibach zaś Kierowników Rejonów Sanitarnych, ci ostatni byli jednocześnie lekarzami garnizonowymi.
W miejscowościach, w których nie było szpitali wojskowych, a warunki lokalne nie pozwalały na umieszczenie chorych w szpitalach cywilnych, komendant garnizonu tworzył (na rozkaz Dowódcy Okręgu Korpusu i na wniosek Kierownika Rejonu Sanitarnego) – garnizonową izbę chorych, wspólną dla wszystkich formacji wojskowych garnizonu (poza tworzonymi przez te formacje oddziałowymi izbami chorych). Liczba łóżek w garnizonowej izbie chorych, mogła wynosić maksymalnie 3% – w stosunku do ogólnej liczebności danego garnizonu. Garnizonowa izba chorych mogła prowadzić kuchnię dla chorych. Dyslokacja garnizonowych izb chorych, przydział personelu lekarzy wojskowych i personelu sanitarnego danego garnizonu, na wniosek naczelnego lekarza garnizonu, należał do komendanta garnizonu. Garnizonowa izba chorych podlegała komendantowi garnizonu poprzez naczelnego lekarza garnizonu.
Każdy garnizon posiadał specjalne urządzenia kąpielowe i odkażające do użytku całej załogi. Urządzenia te nosiły nazwę: kąpielisko garnizonowe, z dodaniem nazwy miejscowości, w których się znajdowały. Kąpieliska garnizonowe były tak zorganizowane i wyposażone, że poza dostarczaniem kąpieli i przeprowadzaniem dezynfekcji na miejscu, mogły również przeprowadzać dezynfekcję koszar i innych wojskowych pomieszczeń danego garnizonu.
W garnizonach, będących siedzibą Dowództwa Okręgu Korpusu oraz dowództw dywizji, kąpieliska garnizonowe posiadały personel etatowy, wchodzący w skład komendy lokalnej. W mniejszych garnizonach obsługę personalną przydzielał komendant garnizonu.

## Służba zdrowia na stopie pokojowej w 1923 roku
| Szefostwo sanitarne okręgu korpusu                   | Szpital okręgowy (Filia szpitala okręgowego)           | Batalion sanitarny                | Kierownictwo rejonu sanitarnego                                                                                               | Szpital rejonowy (Filia szpitala rejonowego)                                                                              | Centralne zakłady służby zdrowia                                                  |
| ---------------------------------------------------- | ------------------------------------------------------ | --------------------------------- | --- | --- | --------------------------------------------------------------------------------- |
| Szefostwo Sanitarne Okręgu Korpusu Nr I w Warszawie  | Szpital Okręgowy Nr I w Warszawie                      | 1 Batalion Sanitarny w Warszawie  | Kierownictwo Rejonu Sanitarnego Warszawa Kierownictwo Rejonu Sanitarnego Modlin Kierownictwo Rejonu Sanitarnego Łomża         | Szpital Rejonowy Modlin Filia w Płocku Szpital Rejonowy Białystok Filia Ostrów Łomżyńska Szpital Rejonowy Dęblin          | Wojskowy Instytut Sanitarny w Warszawie Centralna Składnica Sanitarna w Warszawie |
| Szefostwo Sanitarne Okręgu Korpusu Nr II w Lublinie  | Szpital Okręgowy Nr II w Chełmie Filia w Lublinie      | 2 Batalion Sanitarny w Lublinie   | Kierownictwo Rejonu Sanitarnego Lublin Kierownictwo Rejonu Sanitarnego Kowel Kierownictwo Rejonu Sanitarnego Równe            | Szpital Rejonowy Zamość Szpital Rejonowy Równe Szpital Rejonowy Włodzimierz Filia w Łucku                                 |                                                                                   |
| Szefostwo Sanitarne Okręgu Korpusu Nr III w Grodnie  | Szpital Okręgowy Nr III w Wilnie                       | 3 Batalion Sanitarny w Grodnie    | Kierownictwo Rejonu Sanitarnego Grodno Kierownictwo Rejonu Sanitarnego Lida Kierownictwo Rejonu Sanitarnego Wilno             | Szpital Rejonowy Grodno Szpital Rejonowy Lida Szpital Rejonowy Suwałki Filia w Wołkowysku                                 |                                                                                   |
| Szefostwo Sanitarne Okręgu Korpusu Nr IV w Łodzi     | Szpital Okręgowy Nr IV w Łodzi                         | 4 Batalion Sanitarny w Łodzi      | Kierownictwo Rejonu Sanitarnego Łódź Kierownictwo Rejonu Sanitarnego Częstochowa Kierownictwo Rejonu Sanitarnego Skierniewice | Szpital Rejonowy Piotrków Szpital Rejonowy Częstochowa Szpital Rejonowy Skierniewice                                      |                                                                                   |
| Szefostwo Sanitarne Okręgu Korpusu Nr V w Krakowie   | Szpital Okręgowy Nr V w Krakowie Filia w Rajczy        | 5 Batalion Sanitarny w Krakowie   | Kierownictwo Rejonu Sanitarnego Bielsko Kierownictwo Rejonu Sanitarnego Katowice Kierownictwo Rejonu Sanitarnego Kraków       | Szpital Rejonowy Bielsko Szpital Rejonowy Tarnów Filia w Nowym Sączu Szpital Rejonowy Katowice w Dziedzicach              |                                                                                   |
| Szefostwo Sanitarne Okręgu Korpusu Nr VI we Lwowie   | Szpital Okręgowy Nr VI we Lwowie                       | 6 Batalion Sanitarny we Lwowie    | Kierownictwo Rejonu Sanitarnego Lwów Kierownictwo Rejonu Sanitarnego Stanisławów Kierownictwo Rejonu Sanitarnego Tarnopol     | Szpital Rejonowy Brzeżany Filia w Złoczowie Szpital Rejonowy Tarnopol Filia w Czortkowie Szpital Rejonowy Stanisławów     |                                                                                   |
| Szefostwo Sanitarne Okręgu Korpusu Nr VII w Poznaniu | Szpital Okręgowy Nr VII w Poznaniu                     | 7 Batalion Sanitarny w Poznaniu   | Kierownictwo Rejonu Sanitarnego Poznań Kierownictwo Rejonu Sanitarnego Gniezno Kierownictwo Rejonu Sanitarnego Kalisz         | Szpital Rejonowy Leszno Szpital Rejonowy Gniezno Szpital Rejonowy Kalisz                                                  |                                                                                   |
| Szefostwo Sanitarne Okręgu Korpusu Nr VIII w Toruniu | Szpital Okręgowy Nr VIII w Toruniu Filia w Ciechocinku | 8 Batalion Sanitarny w Toruniu    | Kierownictwo Rejonu Sanitarnego Bydgoszcz Kierownictwo Rejonu Sanitarnego Toruń Kierownictwo Rejonu Sanitarnego Grudziądz     | Szpital Rejonowy Bydgoszcz Filia w Inowrocławiu Szpital Rejonowy Włocławek Filia w Ciechocinku Szpital Rejonowy Grudziądz |                                                                                   |
| Szefostwo Sanitarne Okręgu Korpusu Nr IX w Brześciu  | Szpital Okręgowy Nr IX w Brześciu                      | 9 Batalion Sanitarny w Siedlcach  | Kierownictwo Rejonu Sanitarnego Brześć Kierownictwo Rejonu Sanitarnego Baranowicze Kierownictwo Rejonu Sanitarnego Siedlce    | Szpital Rejonowy Kobryń Filia w Pińsku Szpital Rejonowy Baranowicze w Słonimiu Szpital Rejonowy Siedlce                   |                                                                                   |
| Szefostwo Sanitarne Okręgu Korpusu Nr X w Przemyślu  | Szpital Okręgowy Nr X w Przemyślu                      | 10 Batalion Sanitarny w Przemyślu | Kierownictwo Rejonu Sanitarnego Kielce Kierownictwo Rejonu Sanitarnego Jarosław Kierownictwo Rejonu Sanitarnego Przemyśl      | Szpital Rejonowy Kielce Filia w Busku Szpital Rejonowy Jarosław w Rzeszowie Szpital Rejonowy Stryj                        |                                                                                   |

## Pracownie dentystyczne w 1927 roku
W 1927 roku istniały na stopie pokojowej następujące pracownie dentystyczne:
- garnizonowe przychodnie dentystyczne,
- przychodnie dentystyczne typu II przy szpitalach wojskowych,
- przychodnie dentystyczne typu I przy szpitalach okręgowych,
- Centralna Przychodnia Dentystyczna w Warszawie (dla oficerów),
- Centralna Przychodnia Dentystyczna w Warszawie (dla szeregowych).

11 maja 1927 roku Departament Sanitarny Ministerstwa Spraw Wojskowych wydał przepisy służbowe P.S.235 10.800 – Etaty (należytości) materiałowe – Materiał sanitarny dla przychodni dentystycznych na stopie pokojowej.